# British Amateur Rugby League Association
Pour les articles homonymes, voir Barla (homonymie).
La British Amateur Rugby League Association (BARLA) est l'instance gérant le rugby à XIII amateur britannique, en collaboration avec la Rugby Football League.
De manière ponctuelle, elle peut également rassembler des joueurs amateurs pour en faire une sélection pour des tournois, ou des test-matchs.

## Histoire
Jusqu'en 1973, le secteur amateur dépendait de la Rugby Football League. À cette date, parce qu'il y avait de moins en moins de juniors et que cette carence inquiétait sérieusement de nombreux responsables des clubs amateurs, un groupe de réformistes décida, le 4 mars 1973, au Greenside Working Men's Club de Huddersfield, de créer la British Amateur Rugby League Association.
La RFL refusa de reconnaître la nouvelle fédération. Peu à peu, les difficultés s'aplanirent. En 1974, la National Sport Council, puis au début 1975, le Central Council For Physical Recreation admirent la BARLA dans leur giron. Cette reconnaissance officielle entraîna la création des deux équipes nationales (junior et sénior) puis la mise en place de compétitions.
Le ministre des sports, George Howell inaugura en 1978, le siège de la BARLA, qui s'installait à Huddersfield. Depuis, cette fédération, a organisé des tournées à travers le monde pour ses séniors et ses juniors.
36 ans plus tard, la BARLA compte plus de 1 400 équipes.

## Palmarès
La Barla remporte le championnat des nations émergentes en 2000. Elle gagne ainsi le premier titre mondial remporté par une équipe amateure.